# بوم‌جنگل‌داری
بوم‌جنگل‌داری (به انگلیسی: Ecoforestry) به عنوان جنگل‌داری گزینشی یا جنگل‌داری بازسازی تعریف شده است. ایده اصلی بوم‌جنگل‌داری حفظ یا بازگرداندن جنگل به استانداردهایی است که در آن جنگل ممکن است هنوز محصولات بر اساس پایداری برداشت شود. بوم‌جنگل‌داری نوعی جنگل‌داری است که بر شیوه‌های کل‌نگر تأکید دارد که به جای به حداکثر رساندن بهره‌وری اقتصادی، تلاش می‌کنند تا بوم‌سازگان‌ها را حفاظت و بازسازی کنند. پایایی جنگل نیز با عدم قطعیت همراه است. علاوه بر برداشت، عوامل دیگری نیز ممکن است بر جنگل تأثیر بگذارد. شرایط درونی مانند اثرات فشردگی خاک، آسیب درختان، بیماری، آتش‌سوزی و بادافتادگی درختان وجود دارد که مستقیماً بر بوم‌سازگان تأثیر می‌گذارد. این عوامل باید در هنگام تعیین پایداری یک جنگل در نظر گرفته شوند. اگر این عوامل به برداشت و تولیدی که از جنگل خارج می‌شود اضافه شود، آنگاه احتمال بقای جنگل کمتر می‌شود و سپس پایداری آن کاهش می‌یابد.